# Tito Subero
Alfonso Subero Calvo, más conocido como Tito Subero (Calahorra, La Rioja, España, 18 de enero de 1970) es un exfutbolista español que se desempeñaba como guardameta.

## Carrera deportiva
Tito Subero se formó en la cantera del C.D. Logroñés llegando en la temporada 1989-1990 al equipo filial (3ª División), siendo durante la temporada tercer guardameta del primer equipo (1ª) tras el argentino Luis Islas y Jesús Angoy.
Tras fichar en la temporada 1990-1991 por el equipo de su localidad, el C.D. Calahorra (3ª División), pasó al C.D. Numancia (2ª División B), donde acabó quitando la titularidad a Laureano Echevarría guardameta con experiencia en 1ª y 2ª División.
En la temporada 1992-1994 fichó por el Sestao S.C. (2ª) para sustituir a Iñaki García, que había sido traspasado al Real Burgos C.F. (1ª), en la portería. Permaneció en el River dos temporadas siendo titular bajo el marco de Las Llanas tanto en 2ª (26 partidos) como en 2ªB (38 partidos).
En la temporada 1994-1995 Tito fue fichado por el Deportivo Alavés (2ªB) entrenado por Txutxi Aranguren. En el cuadro babazorro permaneció durante 5 temporadas y vivió el paso desde 2ªB hasta 1ª DIvisión, categoría donde debutó el 24 de enero de 1999 en la visita a Anoeta que se saldó con derrota (2-1). Durante los tres primeros años fue titular por delante de Xabier Mancisidor (1994-1995) y Armando Ribeiro (1995-1997), pasando a continuación a suplente de Paco Leal (1997-1998) y Kike Burgos (1998-1999).
Tras su salida del Deportivo Alavés jugó dos temporadas en el C. D. Leganés (2ª), una en el Burgos C.F. (2ª) y otra en la S.D. Compostela (2ª). Tito vivió dos descensos administrativos consecutivos: Burgos C.F. (2001-2002) y S.D. Compostela (2002-2003).
Su última etapa como jugador la vivió como guardameta del C.D. Mirandés (2ªB), recién ascendido a la categoría. En su primera temporada (2003-2004) se clasificó para el Play-Off de ascenso por primera vez en la historia rojilla, en la siguiente temporada el equipo descendió a 3ª División tras perder la promoción de permanencia y la última no se consiguió el ascenso tras perder con el C.D. Cobeña. Esa misma temporada Tito colgó los guantes.

## Vida posterior
Tito Subero, afincado en Vitoria, regresó al Deportivo Alavés en la temporada 2008-2009 como entrenador de porteros de la cantera para pasar la temporada siguiente a ser preparador de porteros de la primera plantilla hasta verano de 2011. Actualmente trabaja en un negocio de venta y reparación de informática.

## Clubes
| Club             | País              | Año       |
| ---------------- | ----------------- | --------- |
| C.D. Logroñés B  | Bandera de España | 1989-1990 |
| C.D. Calahorra   | Bandera de España | 1990-1991 |
| C.D. Numancia    | Bandera de España | 1991-1992 |
| Sestao S.C.      | Bandera de España | 1992-1994 |
| Deportivo Alavés | Bandera de España | 1994-1999 |
| C. D. Leganés    | Bandera de España | 1999-2001 |
| Burgos C.F.      | Bandera de España | 2001-2002 |
| S.D Compostela   | Bandera de España | 2002-2003 |
| C.D. Mirandés    | Bandera de España | 2003-2006 |